# コスモトゥーワン
株式会社コスモトゥーワンは、本の企画・出版を事業とする日本の企業。「コスモ21」とも表記される。

## 概要
1989年、東京都豊島区に設立。設立当初より教育、ビジネス、心理、倫理、道徳など多岐にわたるジャンルの実用書を企画、出版をおこなっている。
コスモトゥーワンより出版された本は、全国書店のみならず公式オンラインショップや楽天ブックス、Amazonでも販売されている。

## 企業のキャッチフレーズ
「頭にいい、体にいい、楽しい本満載！」がキャッチフレーズで、公式サイトにも使われている。

## 企業のこだわり
本の筆者にとことん向き合い、読者の心に届く本を製作することをモットーとしている
。本のタイトルやデザインに至るまで、すべて筆者と打ち合わせを重ねる中で製作することにこだわりを持つ。

## 出版の形態
コスモトゥーワンの出版方法には、「企画出版」「共同出版」「自費出版」の3種類の形態がある。「企画出版」「共同出版」の対象となるのは、ビジネス書、感動書、自己啓発書、夫婦関係を良くする書、実用書など。

## 主な書籍
- 野田眞吾著「要約力を鍛えるとどんな子も「本物の国語力」が身につく　ノダ式」ISBN 9784877952617
- 阿部一理著 「もの忘れ、認知症を防ぐ6つの食材　60歳からはじめる」ISBN 9784877953133
- マジックスタジオ著 「もの忘れ、認知症にならない漢字パズル思い出しテスト　60歳からの脳トレ」ISBN 9784877953393
- 川崎邦子等著 「4ケ月でしゃべった！落ち着いた！奇声が止んだ！　自閉、多動、パニック…」ISBN 9784877952433
- 譜久里勝秀著 「6歳までの脳は「絶対音感」で育つ新装版　幼児の感じる力がみるみる育つ「ミュージックステップ」ISBN 9784877953010
- 譜久里勝秀著 「つまずく・転ぶで寝たきりにならない体幹筋づくり　60歳からはじめる1日10分健康」ISBN 9784877952778
- 秋山清（幾何学図形）著 「神の図形改訂版　「大和比」と「黄金比」生命と宇宙の根源的な謎を解く」ISBN 9784877952280
- 五十嵐裕治著 「即上達！60歳からの小説の書き方全極意　楽しい！！やりがい！！ボケ防止！！人に役立つ！！一」ISBN 9784877952624
- コスモトゥーワン著 「人間っていいな！　涙がこぼれる『いい話』」」ISBN 9784877951795
- 高橋愛子（カウンセラー）著 「夫婦は話し方しだいで9割うまくいく改訂版」ISBN 9784877952297
- BRLM高速学習アカデミー著 「日本人の誇りと自信を取り戻す33話　学校では決して教えなかった！！」ISBN 9784877952518